# Dennis Nilsen
Dennis Andrew Nilsen (* 23. November 1945 in Fraserburgh; † 12. Mai 2018 HMP Full Sutton, Pocklington, East Yorkshire) war ein schottischer Serienmörder. Der nekrophile Täter ermordete zwischen 1978 und 1983 junge Männer, die er in Londoner Kneipen kennenlernte. Mehrere seiner Opfer waren homosexuell. Er gestand 15 Morde sowie fünf Mordversuche und wurde zu lebenslanger Haft verurteilt.

## Leben vor Beginn der Taten
Dennis Nilsen wurde 1945 als der jüngere von zwei Söhnen des Ehepaares Betty und Olav Nilsen geboren. Sein Vater, ein norwegischer Soldat und Alkoholiker, verließ die Familie, als Nilsen zwei Jahre alt war. Nach der Scheidung seiner Eltern heiratete seine Mutter 1954 erneut und nahm den Familiennamen Scott an. Drei Jahre lang wuchs Nilsen in der Obhut seines Großvaters, eines Fischers, auf. Dessen Tod auf See stellte für Nilsen ein einschneidendes Erlebnis dar, nach dem er sich zum Einzelgänger entwickelte.
Mit 15 Jahren trat Nilsen 1961 in die British Army ein, wo er zunächst den Beruf des Kochs erlernte und dann zum Schlachter ausgebildet wurde. Er war unter anderem in Deutschland (in der Garnison Osnabrück) stationiert. In dieser Zeit begann er zu trinken; enge Freundschaften hatte er keine. 1972 verließ Nilsen die Armee, um Polizist zu werden, gab den Beruf nach einem Jahr aber wieder auf. Danach arbeitete er für kurze Zeit bei einem Sicherheitsdienst, wenig später als Interviewer für die Manpower Services Commission. Im Jahr 1975 zog Nilsen mit dem zehn Jahre jüngeren David Gallichan zusammen in eine Wohngemeinschaft. Obwohl er eine homosexuelle Beziehung stets abstritt, wurde später bekannt, dass er Gallichan von seinen nekrophilen Phantasien erzählt hatte, der jedoch nicht so reagierte, wie Nilsen es gehofft hatte. Als Gallichan im Mai 1977 London verließ, blieb Nilsen verbittert zurück.

## Mordserie
Sein erstes Opfer, den 14-jährigen Iren Stephen Holmes, traf Nilsen im Dezember 1978 in einem Pub. Er nahm ihn zu sich nach Hause, wo er ihm anbot, bei ihm zu übernachten. Holmes lehnte ab, schlief aber betrunken im Sessel ein. Am nächsten Morgen befürchtete Nilsen, Holmes könne ihn verlassen und wollte das verhindern. Mit einer Krawatte würgte er ihn bewusstlos und ertränkte ihn dann in einem Eimer Wasser. Danach entkleidete er den Leichnam, wusch ihn, wie er es von da an nach jedem seiner Morde tat. Bevor er den Leichnam unter seinem Dielenboden versteckte, missbrauchte er die Leiche. Später gestand er, den Körper noch öfters hervorgeholt zu haben, er habe ihn gewaschen, mit ihm Sex gehabt und mit ihm ferngesehen. Erst sieben Monate später verbrannte er Holmes Leichnam mit ein paar Autoreifen im Garten.
Seine Opfer lernte Nilsen in der Regel in Kneipen kennen. Es handelte sich zumeist um obdachlose und/oder homosexuelle Männer, die sich mit Getränken, Mahlzeiten und der Aussicht auf einen Schlafplatz von Nilsen mit nach Hause nehmen ließen. Er tötete sie, indem er sie strangulierte oder ertränkte. Dann wusch er die Leichen, zog sie um und lebte über Tage und Wochen mit ihnen in seiner Wohnung. Zwischenzeitlich versteckte er sie unter dem Dielenboden, holte sie jedoch immer wieder hervor und verging sich an ihnen.
Im November 1979 traf er in Salisbury den Chinesen Andrew Ho, den er mit zu sich nach Hause nahm, wo dieser sich bereitwillig von ihm ans Bett fesseln ließ. Als Nilsen ihn zu erwürgen versuchte, floh Andrew Ho und erstattete Anzeige. Die Polizei glaubte jedoch Nilsens Version, Ho habe ihn auszurauben versucht, und setzte ihn auf freien Fuß.
Sein nächstes Opfer war der 23-jährige Kanadier Kenneth James Ockenden. Nilsen begegnete ihm im Dezember in High Holborn und lud ihn zu sich nach Hause ein. Dort setzte sich Ockenden Kopfhörer auf und hörte Musik. Als Ockenden ihm bis Mitternacht immer noch keine Beachtung schenkte, fühlte sich Nilsen zurückgewiesen und erdrosselte ihn mit einem Kabel. Nach der Tat hörte er stundenlang Musik und trank Rum. Mit einer eigens gekauften Polaroidkamera machte Nilsen am nächsten Tag bizarre Fotografien von sich mit Ockendens Leichnam und versteckte diese mit dem Körper in Plastikfolie verpackt unter den Dielen. In den kommenden Wochen holte er auch diese Leiche wiederholt hervor.
Sein Leichenversteck unter den Dielen wurde besonders in den Sommermonaten zum Problem, da die Leichen Insekten anzogen und von Maden besiedelt wurden. Mit Insektiziden bemühte er sich, die Insekten in den Griff zu bekommen und versprühte Deo, um den Verwesungsgeruch zu überdecken, denn er holte die Leichen immer wieder hervor, um mit ihnen Sex zu haben, bevor er sie auseinandernahm und die Überreste verbrannte. Mitte 1981 musste Nilsen umziehen, da das Haus, in dem er lebte, saniert wurde.
Nilsen zog in den Norden Londons in eine Dachwohnung und mordete dort weiter. Sein Vorgehen bei der Entsorgung änderte er jedoch, indem er die Leichen jetzt zerstückelte. Teilweise kochte er sie dann und warf die Knochen in den Hausmüll. Manche Körperteile behielt er und versteckte sie in seiner Wohnung, andere spülte er in der Toilette hinunter.

## Entdeckung, Verhaftung und Verurteilung
Die Aufklärung des Falls begann Anfang Februar 1983, nachdem die Abflussrohre in dem Haus verstopft waren. Die Mieter riefen einen Klempner, der in den Rohren allerlei Fleisch und Knochen vorfand. Einer der Handwerker soll die Ansammlung mit den Worten: „als habe jemand Kentucky Fried Chicken heruntergespült“ kommentiert haben.
Da unter dem Fleisch auch einige Fingerknochen waren, verständigten die Handwerker die Polizei. Von der Polizei befragt, gestand Nilsen, dass es sich um das Fleisch zweier Männer handle, die er kürzlich ermordet habe. Er ließ die Polizisten in seine Wohnung, wo sie mehrere Plastiktüten mit Leichenteilen fanden. Nach seiner Verhaftung gestand Nilsen den Mord an 15 Männern; drei davon in seiner derzeitigen Wohnung und 12 in seiner vorherigen.
Am 24. Oktober 1983 wurde die Gerichtsverhandlung im Central Criminal Court eröffnet. Obwohl Nilsen 15 Morde und 5 Mordversuche gestanden hatte, konnte ihm das Gericht lediglich sechs Morde sowie zwei versuchte Morde nachweisen. Am 4. November wurde er in allen Anklagepunkten für schuldig befunden und zu lebenslanger Haft verurteilt.

## Tod
Nach 34 Jahren in Haft im Hochsicherheitsgefängnis HMP Full Sutton bei Pocklington in East Yorkshire wurde Dennis Nilsen am 10. Mai 2018 mit inneren Blutungen in Folge eines geplatzten Aortenaneurysmas im Krankenhaus von York behandelt. Am 12. Mai 2018 starb er zwei Tage nach der Notoperation an den Folgen des Blutverlusts im Alter von 72 Jahren.

## Filmische Bearbeitung
- Zwischen 2005 und 2016 wurde die britische Dokumentationsreihe ‚Born to Kill – Als Mörder geboren?‘ auf dem englischen Sender Channel 5 gezeigt. Die Episode „Dennis Nilsen – The British Jeffrey Dahmer“ (Staffel 3, Folge 4) lief in Deutschland erstmals am 12. Februar 2012 auf RTL Crime.[9]
- Im Jahr 2020 erschien unter dem Titel Des eine dreiteilige True-Crime-Miniserie (Regie: Lewis Arnold) mit David Tennant als Dennis Nilsen, Daniel Mays und Jason Watkins.[10]
- Im Jahr 2021 erschien auf Netflix der Film Dennis Nilsen – Memoiren eines Mörders.[11]